# あまみ農業協同組合
あまみ農業協同組合（あまみのうぎょうきょうどうくみあい、JAあまみ）は、鹿児島県奄美大島郡島の7つのJAが合併してできた農業協同組合である。

## 組織
JAあまみは、完全統合していないため、合併前の各地域の旧JA組織を事業本部とし、その事業本部を統括する統括本部を組織した。
2009年6月のJAあまみ総代会において、事業本部を統括する統括本部が合併以来、鹿児島市に置かれていたので、今年度の実績トップの事業本部に置くという。
なお、移動場所決定は、来年の総代会にて決まる。現在有利と言われているのは、徳之島事業本部と和泊事業本部とされている。その後、2015年4月1日に本所は鹿児島県龍郷町に移転した。
統括本部（鹿児島市鴨池新町）
- 大島事業本部（奄美市名瀬港町・奄美市名瀬小浜町）
- 喜界事業本部（湾）
- 徳之島事業本部（徳之島町亀津）
- 天城事業本部（天城）
- 和泊事業本部（和泊）
- 知名業本部（瀬利覚）
- 与論事業本部（茶花）

## 主な事業内容
経済事業
- 農業の生産に必要な肥料、農薬、農業機械や生活に必要な食品などの供給（購買事業）
  - ガソリンスタンド（JA-SS）・プロパンガス供給元（クミアイプロパン）の運営
  - 生活協同組合としての側面をもつスーパーマーケット（Aコープ）の運営

信用事業（通称・JAバンク。旧称・農協貯金→JA貯金）
- 営農指導《園芸課》
- 貯金、貸付、証券業の取り扱い（このため農協は小切手法においては銀行と同視されている）《金融課》

共済事業（通称・JA共済。旧称・農協の共済）
- 組合内における共済（生命保険と損害保険に相当、終身共済、医療共済、年金共済、建物更生共済・自動車共済・自賠責共済など）の加入とりまとめ。
- JA葬祭（ルミエール）葬祭事業。
- 農協観光

## 主な農産物・畜産
農産物サトウキビ、ばれいしょ（ジャガイモ）、ニンジン、かぼちゃ、インゲン、ゴーヤ、里芋、たんかん、マンゴー、パッションフルーツ、すもも、菊、鉄砲ゆり、ソリダゴ、グラジオラス
畜産牛、豚、鶏、山羊